# Caussiniojouls
 Caussiniojouls  es una población y comuna francesa, situada en la región de Occitania, departamento de Hérault, en el distrito de Béziers y cantón de Cazouls-lès-Béziers.

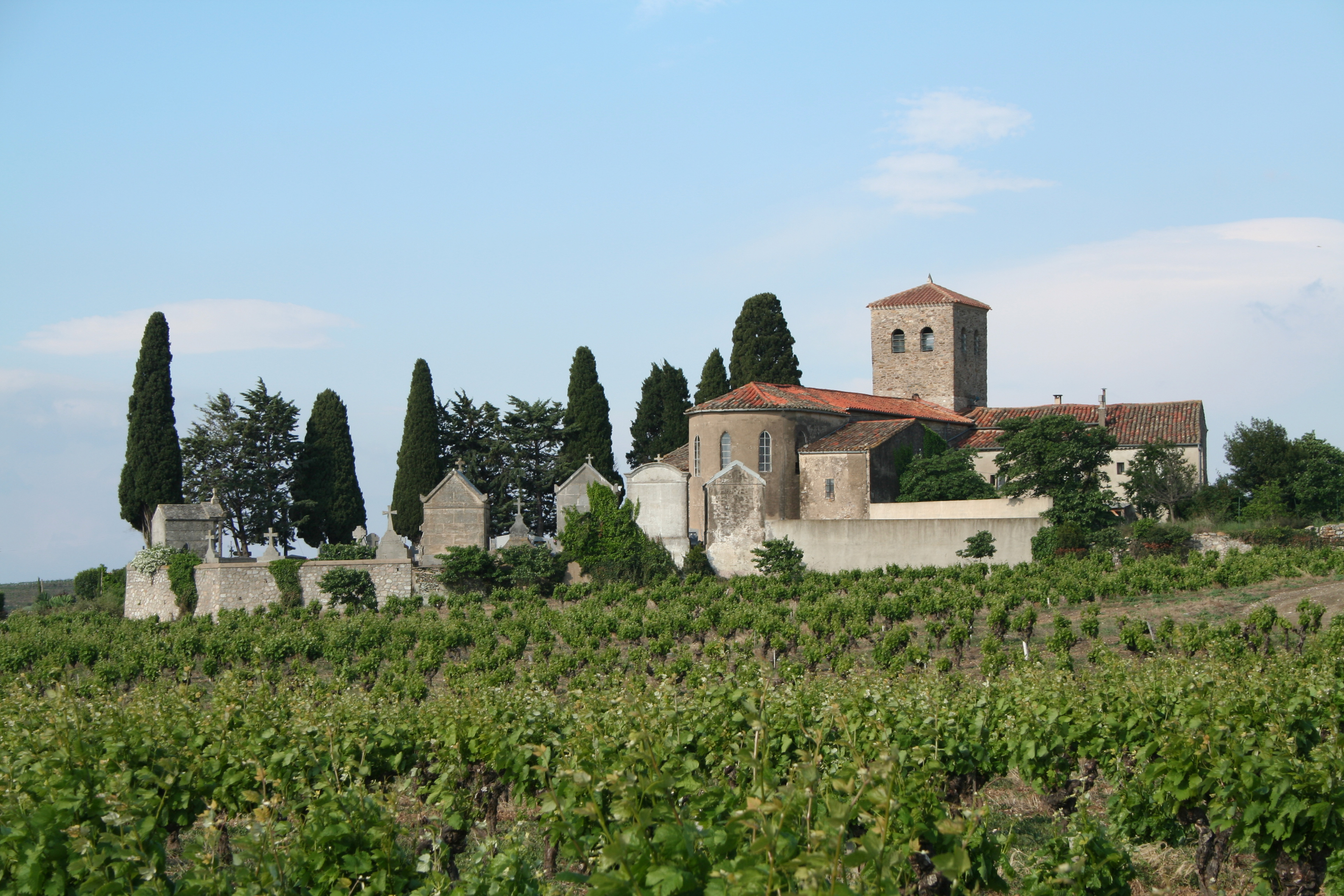
Iglesia de San Esteban de Caussiniojouls

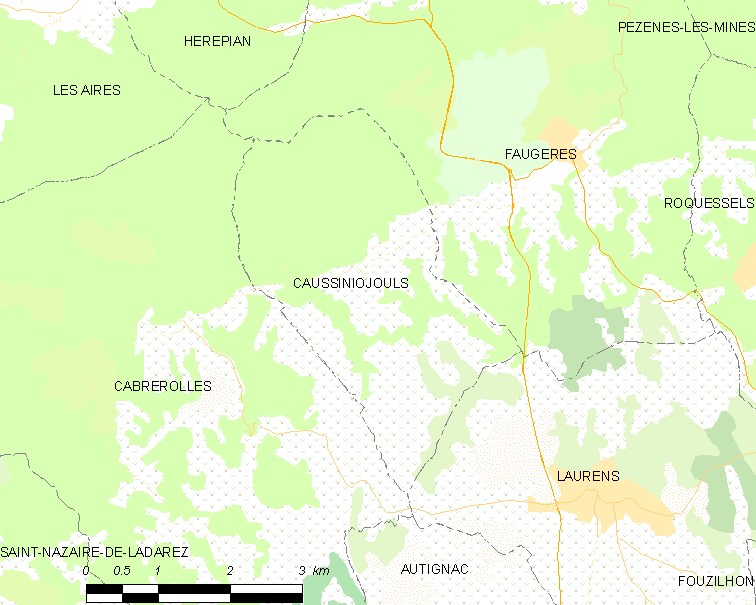
Mapa

## Demografía
| 157 | 155 | 154 | 152 | 121 | 117 | 121 |
| Para los censos de 1962 a 1999 la población legal corresponde a la población sin duplicidades (Fuente: INSEE [Consultar]) |     |     |     |     |     |     |